# Arnold Klein
Pour les articles homonymes, voir Klein.
Arnold William Klein, aussi appelé Arnie Klein, est un dermatologue américain, né le 27 février 1945 à Mount Clemens (Michigan) et mort le 22 octobre 2015 à Rancho Mirage (Californie).
Au début de l’épidémie de sida, Klein est l’un des premiers médecins à Los Angeles à diagnostiquer un cas de sarcome de Kaposi chez un jeune patient. 

## Biographie
Il soignait les stars d'Hollywood, avec son assistante l'infirmière Debbie Rowe.
Il est surnommé « le roi du Botox », « king of lips » ou encore « le dermato d'Hollywood ».
Selon des rumeurs persistantes, Arnold Klein serait bien plus que le dermatologue particulier de Michael Jackson puisqu'il serait également le père biologique des deux premiers enfants de la pop star, Prince-Michael I et Paris Katherine Jackson. Cependant, le Dr Klein a toujours nié tout don de sperme volontaire à Michael Jackson tout en indiquant néanmoins qu'il avait offert son sperme à une banque pour l'infertilité dont Michael Jackson était peut-être au courant. 
Le 22 octobre 2015, il meurt de cause naturelle.